# Campeonato Soviético de Patinação Artística no Gelo
O Campeonato Soviético de Patinação Artística no Gelo (em russo:  Чемпионат СССР по фигурному катанию) foi uma competição nacional anual de patinação artística no gelo da União Soviética. Os patinadores competiam em quatro eventos: individual masculino, individual feminino, duplas e dança no gelo.

## Edições
| Ano (Edição) | Cidade sede                    | Sênior               | Sênior               | Sênior               | Sênior               | Ref                  |                      |
| Ano (Edição) | Cidade sede                    | M                    | F                    | P                    | D                    | Ref                  |                      |
| ------------ | ------------------------------ | -------------------- | -------------------- | -------------------- | -------------------- | -------------------- | -------------------- |
| 1920         | Leningrado, RSFS da Rússia     | •                    | –                    | •                    | –                    | [ 1 ]                |                      |
| 1921– 1922   | Não houve competição           | Não houve competição | Não houve competição | Não houve competição | Não houve competição | Não houve competição |                      |
| 1923         | Moscou, RSFS da Rússia         | •                    | –                    | –                    | –                    |                      |                      |
| 1924         | Moscou, RSFS da Rússia         | •                    | –                    | •                    | –                    | [ 2 ]                |                      |
| 1925– 1926   | Não houve competição           | Não houve competição | Não houve competição | Não houve competição | Não houve competição | Não houve competição | Não houve competição |
| 1927         |                                | •                    | –                    | •                    | –                    | [ 3 ]                |                      |
| 1928         |                                | •                    | •                    | •                    | –                    | [ 4 ]                |                      |
| 1929         |                                | •                    | —                    | –                    | –                    |                      |                      |
| 1930– 1932   | Não houve competição           | Não houve competição | Não houve competição | Não houve competição | Não houve competição | Não houve competição |                      |
| 1933         | Gorky, RSFS da Rússia          | •                    | •                    | •                    | –                    | [ 5 ]                |                      |
| 1934         | Gorky, RSFS da Rússia          | •                    | —                    | –                    | –                    |                      |                      |
| 1935         | Gorky, RSFS da Rússia          | •                    | —                    | –                    | –                    |                      |                      |
| 1936         | Moscou, RSFS da Rússia         | —                    | •                    | —                    | –                    | [ 6 ]                |                      |
| 1937         | Moscou, RSFS da Rússia         | •                    | •                    | •                    | –                    | [ 7 ]                |                      |
| 1938         | Leningrado, RSFS da Rússia     | •                    | •                    | •                    | –                    | [ 8 ]                |                      |
| 1939         | Gorky, RSFS da Rússia          | •                    | •                    | •                    | –                    | [ 9 ]                |                      |
| 1940         |                                | •                    | •                    | •                    | –                    | [ 10 ]               |                      |
| 1941         | Moscou, RSFS da Rússia         | •                    | •                    | •                    | –                    | [ 11 ]               |                      |
| 1942– 1944   | Não houve competição           | Não houve competição | Não houve competição | Não houve competição | Não houve competição | Não houve competição |                      |
| 1945         | Gorky, RSFS da Rússia          | •                    | •                    | •                    | –                    | [ 12 ]               |                      |
| 1946         | Tallinn, RSS da Estônia        | •                    | •                    | •                    | –                    | [ 13 ]               |                      |
| 1947         | Gorky, RSFS da Rússia          | •                    | •                    | •                    | –                    | [ 14 ]               |                      |
| 1948         | Moscou, RSFS da Rússia         | •                    | •                    | •                    | –                    | [ 15 ]               |                      |
| 1949         | Gorky, RSFS da Rússia          | •                    | •                    | •                    | –                    | [ 16 ]               |                      |
| 1950         | Kalinin, RSFS da Rússia        | •                    | •                    | •                    | –                    | [ 17 ]               |                      |
| 1951         | Tula, RSFS da Rússia           | •                    | •                    | •                    | –                    | [ 18 ]               |                      |
| 1952         | Moscou, RSFS da Rússia         | •                    | •                    | •                    | –                    | [ 19 ]               |                      |
| 1953         | Iaroslavl, RSFS da Rússia      | •                    | •                    | •                    | –                    | [ 20 ]               |                      |
| 1954         | Kirov, RSFS da Rússia          | •                    | •                    | •                    | –                    | [ 21 ]               |                      |
| 1955         | Moscou, RSFS da Rússia         | •                    | •                    | •                    | –                    | [ 22 ]               |                      |
| 1956         | Arkhangelsk, RSFS da Rússia    | •                    | •                    | •                    | –                    | [ 23 ]               |                      |
| 1957         | Moscou, RSFS da Rússia         | •                    | •                    | •                    | –                    | [ 24 ]               |                      |
| 1958         | Moscou, RSFS da Rússia         | •                    | •                    | •                    | •                    | [ 25 ]               |                      |
| 1959         | Moscou, RSFS da Rússia         | •                    | •                    | •                    | •                    | [ 26 ]               |                      |
| 1960         | Moscou, RSFS da Rússia         | •                    | •                    | •                    | •                    | [ 27 ]               |                      |
| 1961         | Moscou, RSFS da Rússia         | •                    | •                    | •                    | —                    | [ 28 ]               |                      |
| 1962         | Riga, RSS da Letônia           | •                    | •                    | •                    | —                    | [ 29 ]               |                      |
| 1963         | Moscou, RSFS da Rússia         | •                    | •                    | •                    | •                    | [ 30 ]               |                      |
| 1964         | Kirov, RSFS da Rússia          | •                    | •                    | •                    | •                    | [ 31 ]               |                      |
| 1965         | Kiev, RSS da Ucrânia           | •                    | •                    | •                    | •                    | [ 32 ]               |                      |
| 1966         | Kiev, RSS da Ucrânia           | •                    | •                    | •                    | •                    | [ 33 ]               |                      |
| 1967         | Kuibyshev, RSFS da Rússia      | •                    | •                    | •                    | •                    | [ 34 ]               |                      |
| 1968         | Voskresensk, RSFS da Rússia    | •                    | •                    | •                    | •                    | [ 35 ]               |                      |
| 1969         | Leningrado, RSFS da Rússia     | •                    | •                    | •                    | •                    | [ 36 ]               |                      |
| 1970         | Kiev, RSS da Ucrânia           | •                    | •                    | •                    | •                    | [ 37 ]               |                      |
| 1971         | Riga, RSS da Letônia           | •                    | •                    | •                    | •                    | [ 38 ]               |                      |
| 1972         | Minsk, RSS da Bielorrússia     | •                    | •                    | •                    | •                    | [ 39 ]               |                      |
| 1973         | Rostov-on-Don, RSFS da Rússia  | •                    | •                    | •                    | •                    | [ 40 ]               |                      |
| 1974         | Ecaterimburgo, RSFS da Rússia  | •                    | •                    | •                    | •                    | [ 41 ]               |                      |
| 1975         | Kiev, RSS da Ucrânia           | •                    | •                    | •                    | •                    | [ 42 ]               |                      |
| 1976         | Volgogrado, RSFS da Rússia     | •                    | •                    | •                    | •                    | [ 43 ]               |                      |
| 1977         | Vilnius, RSS da Lituânia       | •                    | •                    | •                    | •                    | [ 44 ]               |                      |
| 1978         | Ecaterimburgo, RSFS da Rússia  | •                    | •                    | •                    | •                    | [ 45 ]               |                      |
| 1979         | Zaporizhzhya, RSS da Ucrânia   | •                    | •                    | •                    | •                    | [ 46 ]               |                      |
| 1980         | Kharkiv, RSS da Ucrânia        | •                    | •                    | •                    | •                    | [ 47 ]               |                      |
| 1981         | Odessa, RSS da Ucrânia         | •                    | •                    | •                    | •                    | [ 48 ]               |                      |
| 1982         | Riga, RSS da Letônia           | •                    | •                    | •                    | •                    | [ 49 ]               |                      |
| 1983         | Cheliabinsk, RSFS da Rússia    | •                    | •                    | •                    | •                    | [ 50 ]               |                      |
| 1984         | Tashkent, RSS do Uzbequistão   | •                    | •                    | •                    | •                    | [ 51 ]               |                      |
| 1985         | Dnipropetrovsk, RSS da Ucrânia | •                    | •                    | •                    | •                    | [ 52 ]               |                      |
| 1986         | Leningrado, RSFS da Rússia     | •                    | •                    | •                    | •                    | [ 53 ]               |                      |
| 1987         | Vilnius, RSS da Lituânia       | •                    | •                    | •                    | •                    | [ 54 ]               |                      |
| 1988         | Ierevan, RSS da Armênia        | •                    | •                    | •                    | •                    | [ 55 ]               |                      |
| 1989         | Kiev, RSS da Ucrânia           | •                    | •                    | •                    | •                    | [ 56 ]               |                      |
| 1990         | Leningrado, RSFS da Rússia     | •                    | •                    | •                    | •                    | [ 57 ]               |                      |
| 1991         | Minsk, RSS da Bielorrússia     | •                    | •                    | •                    | •                    | [ 58 ]               |                      |
| 1992         | Kiev, RSS da Ucrânia           | •                    | •                    | •                    | •                    | [ 59 ]               |                      |

## Lista de medalhistas

### Individual masculino
| Evento                         | Ouro                               | Prata                  | Bronze               |
| Leningrado 1920 (detalhes)     | Fedor Datlin                       | Ivan Bogoyavlenski     | ?                    |
| 1921–1922                      | Não houve competição               | Não houve competição   | Não houve competição |
| Moscou 1923 (detalhes)         | Yuri Zeldovich                     | ?                      | ?                    |
| Moscou 1924 (detalhes)         | Yuri Zeldovich                     | ?                      | ?                    |
| 1925–1926                      | Não houve competição               | Não houve competição   | Não houve competição |
| 1927 (detalhes)                | Yuri Zeldovich                     | Mikhail Stankevich     | ?                    |
| 1928 (detalhes)                | Yuri Zeldovich                     | L. Shaposhnikov        | Mikhail Stankevich   |
| 1929 (detalhes)                | Yuri Zeldovich Konstantin Likharev | ?                      | ?                    |
| 1930–1932                      | Não houve competição               | Não houve competição   | Não houve competição |
| Gorky 1933 (detalhes)          | Ivan Bogoyavlenski                 | ? Dmitriev             | ? Strelkov           |
| Gorky 1934 (detalhes)          | Ivan Bogoyavlenski                 | ?                      | ?                    |
| Gorky 1935 (detalhes)          | Ivan Bogoyavlenski                 | ?                      | ?                    |
| 1936                           | ?                                  | ?                      | ?                    |
| Moscou 1937 (detalhes)         | Pyotr Chernyshev                   | Petr Orlov             | Sergei Vasiliev      |
| Leningrado 1938 (detalhes)     | Pyotr Chernyshev                   | Petr Orlov             | Sergei Vasiliev      |
| Gorky 1939 (detalhes)          | Pyotr Chernyshev                   | Sergei Vasiliev        | Petr Orlov           |
| 1940 (detalhes)                | Pyotr Chernyshev                   | ?                      | ?                    |
| Leningrado 1941 (detalhes)     | Pyotr Chernyshev                   | Sergei Vasiliev        | Petr Orlov           |
| 1942–1944                      | Não houve competição               | Não houve competição   | Não houve competição |
| Gorky 1945 (detalhes)          | Sergei Vasiliev                    | ?                      | ?                    |
| Moscou 1946 (detalhes)         | Petr Orlov                         | Sergei Vasiliev        | Pyotr Chernyshev     |
| Gorky 1947 (detalhes)          | Petr Orlov                         | Sergei Vasiliev        | Pyotr Chernyshev     |
| Moscou 1948 (detalhes)         | Sergei Vasiliev                    | Vladimir Burago        | Pyotr Chernyshev     |
| Gorky 1949 (detalhes)          | Sergei Vasiliev                    | Petr Orlov             | Pyotr Chernyshev     |
| Kalinin 1950 (detalhes)        | Sergei Vasiliev                    | Petr Orlov             | Boris Podkopaev      |
| Tula 1951 (detalhes)           | Petr Orlov                         | Sergei Vasiliev        | Boris Podkopaev      |
| Moscou 1952 (detalhes)         | Ivan Mitrushenkov                  | Sergei Vasiliev        | Valentin Zakharov    |
| Yaroslav 1953 (detalhes)       | Valentin Zakharov                  | Petr Orlov             | Ivan Mitrushenkov    |
| Kirov 1954 (detalhes)          | Valentin Zakharov                  | Oleg Simantovski       | Igor Persiantsev     |
| Moscou 1955 (detalhes)         | Igor Persiantsev                   | Oleg Simantovski       | Lev Mikhailov        |
| Arkhangelsk 1956 (detalhes)    | Lev Mikhailov                      | Oleg Simantovski       | Igor Persiantsev     |
| Moscou 1957 (detalhes)         | Lev Mikhailov                      | Valentin Zakharov      | Oleg Simantovski     |
| Moscou 1958 (detalhes)         | Lev Mikhailov                      | Igor Persiantsev       | Valentin Zakharov    |
| Moscou 1959 (detalhes)         | Lev Mikhailov                      | Igor Persiantsev       | Oleg Simantovski     |
| Moscou 1960 (detalhes)         | Lev Mikhailov                      | Oleg Simantovski       | Igor Persiantsev     |
| Moscou 1961 (detalhes)         | Valeri Meshkov                     | Oleg Simantovski       | Alexander Vedenin    |
| Leningrado 1962 (detalhes)     | Valeri Meshkov                     | Alexander Vedenin      | Oleg Simantovski     |
| Moscou 1963 (detalhes)         | Alexander Vedenin                  | Vladimir Kurenbin      | Valeri Meshkov       |
| Kirov 1964 (detalhes)          | Valeri Meshkov                     | Sergei Chetverukhin    | Alexei Mishin        |
| Kiev 1965 (detalhes)           | Alexander Vedenin                  | Valeri Meshkov         | Sergei Chetverukhin  |
| Riga 1966 (detalhes)           | Valeri Meshkov                     | Sergei Chetverukhin    | Vladimir Kurenbin    |
| Kuibyshev 1967 (detalhes)      | Sergei Chetverukhin                | Vladimir Kurenbin      | Alexander Vedenin    |
| Voskresensk 1968 (detalhes)    | Sergei Chetverukhin                | Valeri Meshkov         | Vladimir Kurenbin    |
| Leningrado 1969 (detalhes)     | Sergei Chetverukhin                | Vladimir Kurenbin      | Sergei Volkov        |
| Kiev 1970 (detalhes)           | Sergei Chetverukhin                | Sergei Volkov          | Yuri Ovchinnikov     |
| Riga 1971 (detalhes)           | Sergei Chetverukhin                | Sergei Volkov          | Yuri Ovchinnikov     |
| Minsk 1972 (detalhes)          | Vladimir Kovalev                   | Sergei Volkov          | Igor Bobrin          |
| Rostov-on-Don 1973 (detalhes)  | Sergei Chetverukhin                | Yuri Ovchinnikov       | Sergei Volkov        |
| Sverdlovsk 1974 (detalhes)     | Sergei Volkov                      | Yuri Ovchinnikov       | Vladimir Kovalev     |
| Kiev 1975 (detalhes)           | Yuri Ovchinnikov                   | Sergei Volkov          | Vladimir Kovalev     |
| Volgogrado 1976 (detalhes)     | Sergei Volkov                      | Yuri Ovchinnikov       | Igor Bobrin          |
| Vilnius 1977 (detalhes)        | Vladimir Kovalev                   | Yuri Ovchinnikov       | Sergei Volkov        |
| Sverdlovsk 1978 (detalhes)     | Igor Bobrin                        | Vladimir Kovalev       | Konstantin Kokora    |
| Zaporizhia 1979 (detalhes)     | Konstantin Kokora                  | Igor Bobrin            | Vladimir Kotin       |
| Kharkiv 1980 (detalhes)        | Igor Bobrin                        | Vladimir Kotin         | Konstantin Kokora    |
| Odessa 1981 (detalhes)         | Igor Bobrin                        | Alexander Fadeev       | Vladimir Kotin       |
| Riga 1982 (detalhes)           | Igor Bobrin                        | Vladimir Kotin         | Alexander Fadeev     |
| Chelyabinsk 1983 (detalhes)    | Alexander Fadeev                   | Igor Bobrin            | Vitali Egorov        |
| Tashkent 1984 (detalhes)       | Vitali Egorov                      | Leonid Kaznakov        | Viktor Petrenko      |
| Dnipropetrovsk 1985 (detalhes) | Vladimir Kotin                     | Vitali Egorov          | Leonid Kaznakov      |
| Leningrado 1986 (detalhes)     | Alexander Fadeev                   | Viktor Petrenko        | Vitali Egorov        |
| Vilnius 1987 (detalhes)        | Alexander Fadeev                   | Viktor Petrenko        | Vitali Egorov        |
| Yerevan 1988 (detalhes)        | Alexander Fadeev                   | Viktor Petrenko        | Vladimir Kotin       |
| Kiev 1989 (detalhes)           | Alexander Fadeev                   | Dmitri Gromov          | Yuri Tsimbaliuk      |
| Leningrado 1990 (detalhes)     | Alexander Fadeev                   | Viktor Petrenko        | Dmitri Gromov        |
| Minsk 1991 (detalhes)          | Viktor Petrenko                    | Viacheslav Zagorodniuk | Alexei Urmanov       |
| Kiev 1992 (detalhes)           | Alexei Urmanov                     | Viacheslav Zagorodniuk | Viktor Petrenko      |

### Individual feminino
| Evento                         | Ouro                 | Prata                 | Bronze                |
| 1928 (detalhes)                | M. Petrova           | M. Matselis           | ?                     |
| 1929                           | ?                    | ?                     | ?                     |
| 1930–1932                      | Não houve competição | Não houve competição  | Não houve competição  |
| Gorky 1933 (detalhes)          | Tatiana Granatkina   | Tatiana Molchanova    | no other competitors  |
| 1934-1935                      | ?                    | ?                     | ?                     |
| Moscou 1936 (detalhes)         | Tatiana Granatkina   | ?                     | ?                     |
| Moscou 1937 (detalhes)         | Tatiana Granatkina   | Evgenia Oborina       | no other competitors  |
| Leningrado 1938 (detalhes)     | Evgenia Oborina      | Nina Leplinskaya      | ?                     |
| Gorky 1939 (detalhes)          | Evgenia Oborina      | Nina Leplinskaya      | Julia Nikolaeva       |
| 1940 (detalhes)                | Evgenia Oborina      | ?                     | ?                     |
| Leningrado 1941 (detalhes)     | Evgenia Oborina      | Vaike Paduri          | Julia Nikolaeva       |
| 1942–1944                      | Não houve competição | Não houve competição  | Não houve competição  |
| Gorky 1945 (detalhes)          | Vaike Paduri         | Jelena Vassiljeva     | Lidia Sokolova        |
| Moscou 1946 (detalhes)         | Evgenia Oborina      | Vaike Paduri          | Julia Nikolaeva       |
| Gorky 1947 (detalhes)          | Julia Nikolaeva      | Vaike Paduri          | Julia Nikolaeva       |
| Moscou 1948 (detalhes)         | Julia Nikolaeva      | Vaike Paduri          | Julia Alexeeva        |
| Gorky 1949 (detalhes)          | Julia Nikolaeva      | Nonna Kartavenko      | Evgenia Vasilieva     |
| Kalinin 1950 (detalhes)        | Julia Nikolaeva      | Nonna Kartavenko      | Maya Belenkaya        |
| Tula 1951 (detalhes)           | Julia Nikolaeva      | Nonna Kartavenko      | Maya Belenkaya        |
| Moscou 1952 (detalhes)         | Julia Nikolaeva      | Nonna Kartavenko      | Maya Belenkaya        |
| Yaroslav 1953 (detalhes)       | Nonna Kartavenko     | Maya Belenkaya        | Marina Granatkina     |
| Kirov 1954 (detalhes)          | Tatiana Likhareva    | Evgenia Bogdanova     | Marina Granatkina     |
| Moscou 1955 (detalhes)         | Tatiana Likhareva    | Evgenia Bogdanova     | Elena Osipova         |
| Arkhangelsk 1956 (detalhes)    | Evgenia Bogdanova    | Tatiana Likhareva     | Tatiana Medvedeva     |
| Moscou 1957 (detalhes)         | Elena Osipova        | Evgenia Bogdanova     | Tatiana Likhareva     |
| Moscou 1958 (detalhes)         | Evgenia Bogdanova    | Elena Osipova         | Tatiana Likhareva     |
| Moscou 1959 (detalhes)         | Tatiana Likhareva    | Evgenia Bogdanova     | Irina Ershova         |
| Moscou 1960 (detalhes)         | Tatiana Nemtsova     | Tamara Bratus         | Tatiana Likhareva     |
| Moscou 1961 (detalhes)         | Tatiana Nemtsova     | Tamara Bratus         | Irina Grishkova       |
| Moscou 1962 (detalhes)         | Tamara Bratus        | Irina Liuliakova      | Svetlana Tarasova     |
| Moscou 1963 (detalhes)         | Tamara Bratus        | Tatiana Zhuk          | Tatiana Nemtsova      |
| Kirov 1964 (detalhes)          | Tamara Bratus        | Tatiana Nemtsova      | Tatiana Loginova      |
| Kiev 1965 (detalhes)           | Tamara Bratus        | Elena Slepova         | Elena Shcheglova      |
| Riga 1966 (detalhes)           | Tamara Bratus        | Galina Grzhibovskaya  | Tatiana Moskovskaya   |
| Kuibyshev 1967 (detalhes)      | Elena Shcheglova     | Galina Grzhibovskaya  | Elena Kotova          |
| Voskresensk 1968 (detalhes)    | Galina Grzhibovskaya | Elena Shcheglova      | Elena Alexandrova     |
| Leningrado 1969 (detalhes)     | Elena Shcheglova     | Galina Grzhibovskaya  | Elena Alexandrova     |
| Kiev 1970 (detalhes)           | Elena Alexandrova    | Elena Shcheglova      | Alla Korneva          |
| Riga 1971 (detalhes)           | Marina Titova        | Elena Alexandrova     | Elena Kotova          |
| Minsk 1972 (detalhes)          | Marina Titova        | Tatiana Oleneva       | Elena Kotova          |
| Rostov-on-Don 1973 (detalhes)  | Tatiana Oleneva      | Marina Sanaya         | Liudmila Bakonina     |
| Sverdlovsk 1974 (detalhes)     | Liudmila Bakonina    | Tatiana Oleneva       | Elena Lytkina         |
| Kiev 1975 (detalhes)           | Liudmila Bakonina    | Tatiana Rakomsa       | Elena Lytkina         |
| Volgogrado 1976 (detalhes)     | Elena Vodorezova     | Natalia Strelkova     | Liudmila Bakonina     |
| Vilnius 1977 (detalhes)        | Elena Vodorezova     | Liudmila Bakonina     | Marina Kulbitskaya    |
| Sverdlovsk 1978 (detalhes)     | Liudmila Bakonina    | Marina Ignatova       | Zhanna Ilina          |
| Zaporozhye 1979 (detalhes)     | Kira Ivanova         | Natalia Strelkova     | Marina Ignatova       |
| Kharkiv 1980 (detalhes)        | Elena Vodorezova     | Natalia Strelkova     | Alla Fomicheva        |
| Odessa 1981 (detalhes)         | Kira Ivanova         | Alla Fomicheva        | Marina Serova         |
| Riga 1982 (detalhes)           | Elena Vodorezova     | Anna Antonova         | Anna Kondrashova      |
| Chelyabinsk 1983 (detalhes)    | Elena Vodorezova     | Anna Kondrashova      | Anna Antonova         |
| Tashkent 1984 (detalhes)       | Natalia Lebedeva     | Marina Serova         | Anna Antonova         |
| Dnipropetrovsk 1985 (detalhes) | Anna Kondrashova     | Kira Ivanova          | Natalia Lebedeva      |
| Leningrado 1986 (detalhes)     | Anna Kondrashova     | Kira Ivanova          | Natalia Lebedeva      |
| Vilnius 1987 (detalhes)        | Anna Kondrashova     | Kira Ivanova          | Natalia Skrabnevskaya |
| Yerevan 1988 (detalhes)        | Kira Ivanova         | Natalia Lebedeva      | Natalia Gorbenko      |
| Kiev 1989 (detalhes)           | Natalia Gorbenko     | Natalia Lebedeva      | Anna Lozovik          |
| Leningrado 1990 (detalhes)     | Natalia Lebedeva     | Natalia Skrabnevskaya | Larisa Zamotina       |
| Minsk 1991 (detalhes)          | Julia Vorobieva      | Natalia Gorbenko      | Larisa Zamotina       |
| Kiev 1992 (detalhes)           | Julia Vorobieva      | Tatiana Rachkova      | Maria Butyrskaya      |

### Duplas
| Evento                         | Ouro                                                                         | Prata                                     | Bronze                                |
| Leningrado 1920 (detalhes)     | А. Konopatova Ivan Bogoyavlenski                                             | ?                                         | ?                                     |
| 1921–1922                      | Não houve competição                                                         | Não houve competição                      | Não houve competição                  |
| Moscou 1924 (detalhes)         | Alexandrа Bykovskaya Yuri Zeldovich                                          | ?                                         | ?                                     |
| 1925–1926                      | Não houve competição                                                         | Não houve competição                      | Não houve competição                  |
| 1927 (detalhes)                | Tatiana Kuznetsova Mikhail Stankevich                                        | ? Frolova ? Alexeev                       | M. Matselis V. Zakharov               |
| 1928 (detalhes)                | Maria Laskevich Igor Vonzblein                                               | Tatiana Molchanova Mikhail Stankevich     | ? Frolova ? Alexeev                   |
| 1930–1932                      | Não houve competição                                                         | Não houve competição                      | Não houve competição                  |
| Gorky 1933 (detalhes)          | Valentina Krylova Ivan Krylov                                                | Tatiana Granatkina Alexander Tolmachev    | Raisa Gandelsman Alexander Gandelsman |
| 1934-1936                      | ?                                                                            | ?                                         | ?                                     |
| Moscou 1937 (detalhes)         | Raisa Gandelsman Alexander Gandelsman Tatiana Granatkina Alexander Tolmachev | ?                                         | ?                                     |
| Leningrado 1938 (detalhes)     | Tatiana Granatkina Alexander Tolmachev                                       | Valentina Krylova Ivan Krylov             | I. Krylova Petr Orlov                 |
| Gorky 1939 (detalhes)          | Raisa Gandelsman Alexander Gandelsman                                        | ?                                         | ?                                     |
| 1940                           | ?                                                                            | ?                                         | ?                                     |
| Leningrado 1941 (detalhes)     | Tatiana Granatkina Alexander Tolmachev                                       | Raisa Gandelsman Alexander Gandelsman     | ?                                     |
| 1942–1944                      | Não houve competição                                                         | Não houve competição                      | Não houve competição                  |
| Gorky 1945 (detalhes)          | Tatiana Granatkina Alexander Tolmachev                                       | ?                                         | ?                                     |
| Moscou 1946 (detalhes)         | Tatiana Granatkina Alexander Tolmachev                                       | Raisa Gandelsman Alexander Gandelsman     | Larisa Novozhilova Samson Gliazev     |
| Gorky 1947 (detalhes)          | Tatiana Granatkina Alexander Tolmachev                                       | Raisa Gandelsman Alexander Gandelsman     | Larisa Novozhilova Samson Gliazev     |
| Moscou 1948 (detalhes)         | Tatiana Granatkina Alexander Tolmachev                                       | Raisa Gandelsman Alexander Gandelsman     | Larisa Novozhilova Samson Gliazev     |
| Gorky 1949 (detalhes)          | Tatiana Granatkina Alexander Tolmachev                                       | Raisa Gandelsman Alexander Gandelsman     | Larisa Novozhilova Samson Gliazev     |
| Kalinin 1950 (detalhes)        | Tatiana Granatkina Alexander Tolmachev                                       | Maya Belenkaya Igor Moskvin               | Raisa Gandelsman Alexander Gandelsman |
| Tula 1951 (detalhes)           | Tatiana Granatkina Alexander Tolmachev                                       | Maya Belenkaya Igor Moskvin               | Larisa Novozhilova Samson Gliazev     |
| Moscou 1952 (detalhes)         | Maya Belenkaya Igor Moskvin                                                  | Lidia Garasimova Yuri Kiselev             | ?                                     |
| Yaroslav 1953 (detalhes)       | Maya Belenkaya Igor Moskvin                                                  | Margarita Bogoyavlenskaya Oleg Protopopov | ?                                     |
| Kirov 1954 (detalhes)          | Maya Belenkaya Igor Moskvin                                                  | Lidia Garasimova Yuri Kiselev             | Nina Zhuk Stanislav Zhuk              |
| Moscou 1955 (detalhes)         | Lidia Garasimova Yuri Kiselev                                                | Maya Belenkaya Igor Moskvin               | Ludmila Belousova Oleg Protopopov     |
| Arkhangelsk 1956 (detalhes)    | Lidia Garasimova Yuri Kiselev                                                | Maya Belenkaya Igor Moskvin               | Nina Zhuk Stanislav Zhuk              |
| Moscou 1957 (detalhes)         | Nina Zhuk Stanislav Zhuk                                                     | Ludmila Belousova Oleg Protopopov         | Maya Belenkaya Igor Moskvin           |
| Moscou 1958 (detalhes)         | Nina Zhuk Stanislav Zhuk                                                     | Ludmila Belousova Oleg Protopopov         | Maya Belenkaya Igor Moskvin           |
| Moscou 1959 (detalhes)         | Nina Zhuk Stanislav Zhuk                                                     | Ludmila Belousova Oleg Protopopov         | Svetlana Smirnova Yuri Nevski         |
| Moscou 1960 (detalhes)         | Tatiana Zhuk Alexander Gavrilov                                              | Galina Sedova Georgi Proskurin            | S. Belintskaya V. Belintski           |
| Moscou 1961 (detalhes)         | Nina Zhuk Stanislav Zhuk                                                     | Ludmila Belousova Oleg Protopopov         | Tatiana Zhuk Alexander Gavrilov       |
| Riga 1962 (detalhes)           | Ludmila Belousova Oleg Protopopov                                            | Tatiana Zhuk Alexander Gavrilov           | Tatiana Sharanova Alexander Gorelik   |
| Moscou 1963 (detalhes)         | Ludmila Belousova Oleg Protopopov                                            | Tatiana Zhuk Alexander Gavrilov           | Galina Sedova Georgi Proskurin        |
| Kirov 1964 (detalhes)          | Ludmila Belousova Oleg Protopopov                                            | Tatiana Sharanova Alexander Gorelik       | Tatiana Tarasova Georgi Proskurin     |
| Kiev 1965 (detalhes)           | Tamara Moskvina Alexander Gavrilov                                           | Tatiana Tarasova Georgi Proskurin         | Liudmila Suslina Alexander Tikhomirov |
| Riga 1966 (detalhes)           | Ludmila Belousova Oleg Protopopov                                            | Tatiana Zhuk Alexander Gorelik            | Tamara Moskvina Alexei Mishin         |
| Kuibyshev 1967 (detalhes)      | Ludmila Belousova Oleg Protopopov                                            | Tatiana Sharanova Anatoli Evdokimov       | Tamara Moskvina Alexei Mishin         |
| Voskresensk 1968 (detalhes)    | Ludmila Belousova Oleg Protopopov                                            | Tamara Moskvina Alexei Mishin             | Irina Rodnina Alexei Ulanov           |
| Leningrado 1969 (detalhes)     | Tamara Moskvina Alexei Mishin                                                | Ludmila Belousova Oleg Protopopov         | Irina Rodnina Alexei Ulanov           |
| Kiev 1970 (detalhes)           | Irina Rodnina Alexei Ulanov                                                  | Liudmila Smirnova Andrei Suraikin         | Galina Karelina Georgi Proskurin      |
| Riga 1971 (detalhes)           | Irina Rodnina Alexei Ulanov                                                  | Liudmila Smirnova Andrei Suraikin         | Galina Karelina Georgi Proskurin      |
| Minsk 1972 (detalhes)          | Irina Chernyaeva Vasili Blagov                                               | Irina Vorobieva Alexander Vlasov          | Ludmila Belousova Oleg Protopopov     |
| Rostov-on-Don 1973 (detalhes)  | Irina Rodnina Alexander Zaitsev                                              | Irina Cherniaeva Vasili Blagov            | Liudmila Smirnova Alexei Ulanov       |
| Sverdlovsk 1974 (detalhes)     | Irina Rodnina Alexander Zaitsev                                              | Nadezhda Gorshkova Evgeni Shevalovski     | Irina Vorobieva Alexander Vlasov      |
| Kiev 1975 (detalhes)           | Irina Rodnina Alexander Zaitsev                                              | Nadezhda Gorshkova Evgeni Shevalovski     | Marina Leonidova Vladimir Bogolyubov  |
| Volgogrado 1976 (detalhes)     | Irina Vorobieva Alexander Vlasov                                             | Nadezhda Gorshkova Evgeni Shevalovski     | Marina Leonidova Vladimir Bogolyubov  |
| Vilnius 1977 (detalhes)        | Irina Rodnina Alexander Zaitsev                                              | Irina Vorobieva Alexander Vlasov          | Marina Cherkasova Sergei Shakhrai     |
| Sverdlovsk 1978 (detalhes)     | Marina Cherkasova Sergei Shakhrai                                            | Marina Pestova Stanislav Leonovich        | Julia Rennik Ardo Rennik              |
| Zaporizhia 1979 (detalhes)     | Marina Cherkasova Sergei Shakhrai                                            | Marina Pestova Stanislav Leonovich        | Irina Vorobieva Igor Lisovski         |
| Kharkiv 1980 (detalhes)        | Marina Pestova Stanislav Leonovich                                           | Irina Vorobieva Igor Lisovski             | Inna Volianskaya Valeri Spiridonov    |
| Odessa 1981 (detalhes)         | Veronika Pershina Marat Akbarov                                              | Irina Vorobieva Igor Lisovski             | Marina Cherkasova Sergei Shakhrai     |
| Riga 1982 (detalhes)           | Marina Pestova Stanislav Leonovich                                           | Veronika Pershina Marat Akbarov           | Elena Valova Oleg Vasiliev            |
| Chelyabinsk 1983 (detalhes)    | Marina Pestova Stanislav Leonovich                                           | Veronika Pershina Marat Akbarov           | Marina Avstriyskaya Yuri Kvashnin     |
| Tashkent 1984 (detalhes)       | Larisa Selezneva Oleg Makarov                                                | Marina Avstriyskaya Yuri Kvashnin         | Elena Bechke Valeri Kornienko         |
| Dnipropetrovsk 1985 (detalhes) | Larisa Selezneva Oleg Makarov                                                | Elena Valova Oleg Vasiliev                | Veronika Pershina Marat Akbarov       |
| Leningrado 1986 (detalhes)     | Elena Valova Oleg Vasiliev                                                   | Ekaterina Gordeeva Sergei Grinkov         | Veronika Pershina Marat Akbarov       |
| Vilnius 1987 (detalhes)        | Ekaterina Gordeeva Sergei Grinkov                                            | Larisa Selezneva Oleg Makarov             | Elena Kvitchenko Rashid Kadyrkaev     |
| Yerevan 1988 (detalhes)        | Larisa Selezneva Oleg Makarov                                                | Natalia Mishkutenok Artur Dmitriev        | Elena Kvitchenko Rashid Kadyrkaev     |
| Kiev 1989 (detalhes)           | Larisa Selezneva Oleg Makarov                                                | Natalia Mishkutenok Artur Dmitriev        | Elena Kvitchenko Rashid Kadyrkaev     |
| Leningrado 1990 (detalhes)     | Larisa Selezneva Oleg Makarov                                                | Natalia Mishkutenok Artur Dmitriev        | Elena Leonova Gennadi Krasnitski      |
| Minsk 1991 (detalhes)          | Evgenia Shishkova Vadim Naumov                                               | Natalia Mishkutenok Artur Dmitriev        | Elena Bechke Denis Petrov             |
| Kiev 1992 (detalhes)           | Elena Bechke Denis Petrov                                                    | Evgenia Shishkova Vadim Naumov            | Marina Eltsova Andrei Bushkov         |

### Dança no gelo
| Evento                         | Ouro                                   | Prata                                 | Bronze                                 |
| Moscou 1958 (detalhes)         | Svetlana Smirnova Leonid Gordon        | ?                                     | ?                                      |
| Moscou 1959 (detalhes)         | Svetlana Smirnova Leonid Gordon        | A. Sushchinskaya V. Tomilin           | Olga Polonskaya Vladimir Markin        |
| 1960                           |                                        |                                       |                                        |
| Moscou 1961 (detalhes)         | S. Belintskaya Vladimir Belinski       | Nadezhda Velle Vladimir Markin        | Larisa Lavlikhina Vladimir Lavlikhin   |
| 1962                           | ?                                      | ?                                     | ?                                      |
| Moscou 1963 (detalhes)         | Nadezhda Velle Alexander Treschev      | Valentina Lekomtseva Igor Chikishev   | ?                                      |
| Kirov 1964 (detalhes)          | Lyudmila Pakhomova Viktor Ryzhkin      | Nadezhda Velle Alexander Treshchev    | Valentina Lekomtseva Igor Chikishev    |
| Kiev 1965 (detalhes)           | Lyudmila Pakhomova Viktor Ryzhkin      | Irina Grishkova Alexander Trehschev   | Natalia Bakh Vladimir Pavlikhin        |
| Riga 1966 (detalhes)           | Lyudmila Pakhomova Viktor Ryzhkin      | Irina Grishkova Alexander Treshchev   | Nadezhda Shirokova Sergei Shirokov     |
| Kuibyshev 1967 (detalhes)      | Irina Grishkova Viktor Ryzhkin         | Lyudmila Pakhomova Aleksandr Gorshkov | Nadezhda Velle Sergei Shirokov         |
| Voskresensk 1968 (detalhes)    | Irina Grishkova Viktor Ryzhkin         | Lyudmila Pakhomova Aleksandr Gorshkov | ?                                      |
| Leningrado 1969 (detalhes)     | Lyudmila Pakhomova Aleksandr Gorshkov  | Tatiana Voitiuk Viacheslav Zhigalin   | Elena Zharkova Gennadi Karponosov      |
| Kiev 1970 (detalhes)           | Liudmila Pakhomova Aleksandr Gorshkov  | Tatiana Voitiuk Viacheslav Zhigalin   | Elena Zharkova Gennadi Karponosov      |
| Riga 1971 (detalhes)           | Lyudmila Pakhomova Aleksandr Gorshkov  | Tatiana Voitiuk Viacheslav Zhigalin   | Elena Zharkova Gennadi Karponosov      |
| Minsk 1972 (detalhes)          | Tatiana Voitiuk Viacheslav Zhigalin    | Elena Zharkova Gennadi Karponosov     | Irina Moiseeva Andrei Minenkov         |
| Rostov-on-Don 1973 (detalhes)  | Lyudmila Pakhomova Aleksandr Gorshkov  | Tatiana Voitiuk Viacheslav Zhigalin   | Irina Moiseeva Andrei Minenkov         |
| Sverdlovsk 1974 (detalhes)     | Lyudmila Pakhomova Aleksandr Gorshkov  | Irina Moiseeva Andrei Minenkov        | Svetlana Alexeeva Alexander Boichuk    |
| Kiev 1975 (detalhes)           | Lyudmila Pakhomova Aleksandr Gorshkov  | Natalia Linichuk Gennadi Karponosov   | Irina Moiseeva Andrei Minenkov         |
| Volgogrado 1976 (detalhes)     | Natalia Linichuk Gennadi Karponosov    | Irina Moiseeva Andrei Minenkov        | Marina Zueva Andrei Vitman             |
| Vilnius 1977 (detalhes)        | Irina Moiseeva Andrei Minenkov         | Natalia Linichuk Gennadi Karponosov   | Marina Zueva Andrei Vitman             |
| Sverdlovsk 1978 (detalhes)     | Natalia Karamysheva Rostislav Sinitsyn | Elena Garanina Igor Zavozin           | Natalia Bestemianova Andrei Bukin      |
| Zaporizhia 1979 (detalhes)     | Natalia Linichuk Gennadi Karponosov    | Irina Moiseeva Andrei Minenkov        | Natalia Karamysheva Rostislav Sinitsyn |
| Kharkiv 1980 (detalhes)        | Natalia Karamysheva Rostislav Sinitsyn | Natalia Bestemianova Andrei Bukin     | Olga Volozhinskaya Alexander Svinin    |
| Odessa 1981 (detalhes)         | Natalia Linichuk Gennadi Karponosov    | Irina Moiseeva Andrei Minenkov        | Natalia Bestemianova Andrei Bukin      |
| Riga 1982 (detalhes)           | Natalia Bestemianova Andrei Bukin      | Irina Moiseeva Andrei Minenkov        | Olga Volozhinskaya Alexander Svinin    |
| Chelyabinsk 1983 (detalhes)    | Natalia Bestemianova Andrei Bukin      | Olga Volozhinskaya Alexander Svinin   | Natalia Karamysheva Rostislav Sinitsyn |
| Leningrado 1984 (detalhes)     | Elena Batanova Alexei Soloviev         | Maya Usova Alexander Zhulin           | Natalia Annenko Genrikh Sretenski      |
| Dnepropetrovsk 1985 (detalhes) | Marina Klimova Sergei Ponomarenko      | Natalia Bestemianova Andrei Bukin     | Natalia Annenko Genrikh Sretenski      |
| Leningrado 1986 (detalhes)     | Marina Klimova Sergei Ponomarenko      | Natalia Annenko Genrikh Sretenski     | Maya Usova Alexander Zhulin            |
| Vilnius 1987 (detalhes)        | Natalia Bestemianova Andrei Bukin      | Natalia Annenko Genrikh Sretenski     | Maya Usova Alexander Zhulin            |
| Yerevan 1988 (detalhes)        | Marina Klimova Sergei Ponomarenko      | Natalia Annenko Genrikh Sretenski     | Maya Usova Alexander Zhulin            |
| Kiev 1989 (detalhes)           | Marina Klimova Sergei Ponomarenko      | Natalia Annenko Genrikh Sretenski     | Maya Usova Alexander Zhulin            |
| Leningrado 1990 (detalhes)     | Marina Klimova Sergei Ponomarenko      | Maya Usova Alexander Zhulin           | Oksana Grishuk Evgeni Platov           |
| Minsk 1991 (detalhes)          | Maya Usova Alexander Zhulin            | Oksana Grishuk Evgeni Platov          | Ilona Melnichenko Gennadi Kaskov       |
| Kiev 1992 (detalhes)           | Oksana Grishuk Evgeni Platov           | Anjelika Krylova Vladimir Fedorov     | Irina Romanova Igor Yaroshenko         |